# Echinogorgia mertoni
Echinogorgia mertoni is een zachte koraalsoort uit de familie Plexauridae. De koraalsoort komt uit het geslacht Echinogorgia. Echinogorgia mertoni werd in 1919 voor het eerst wetenschappelijk beschreven door Kükenthal. 